# دلال ابو آمنه

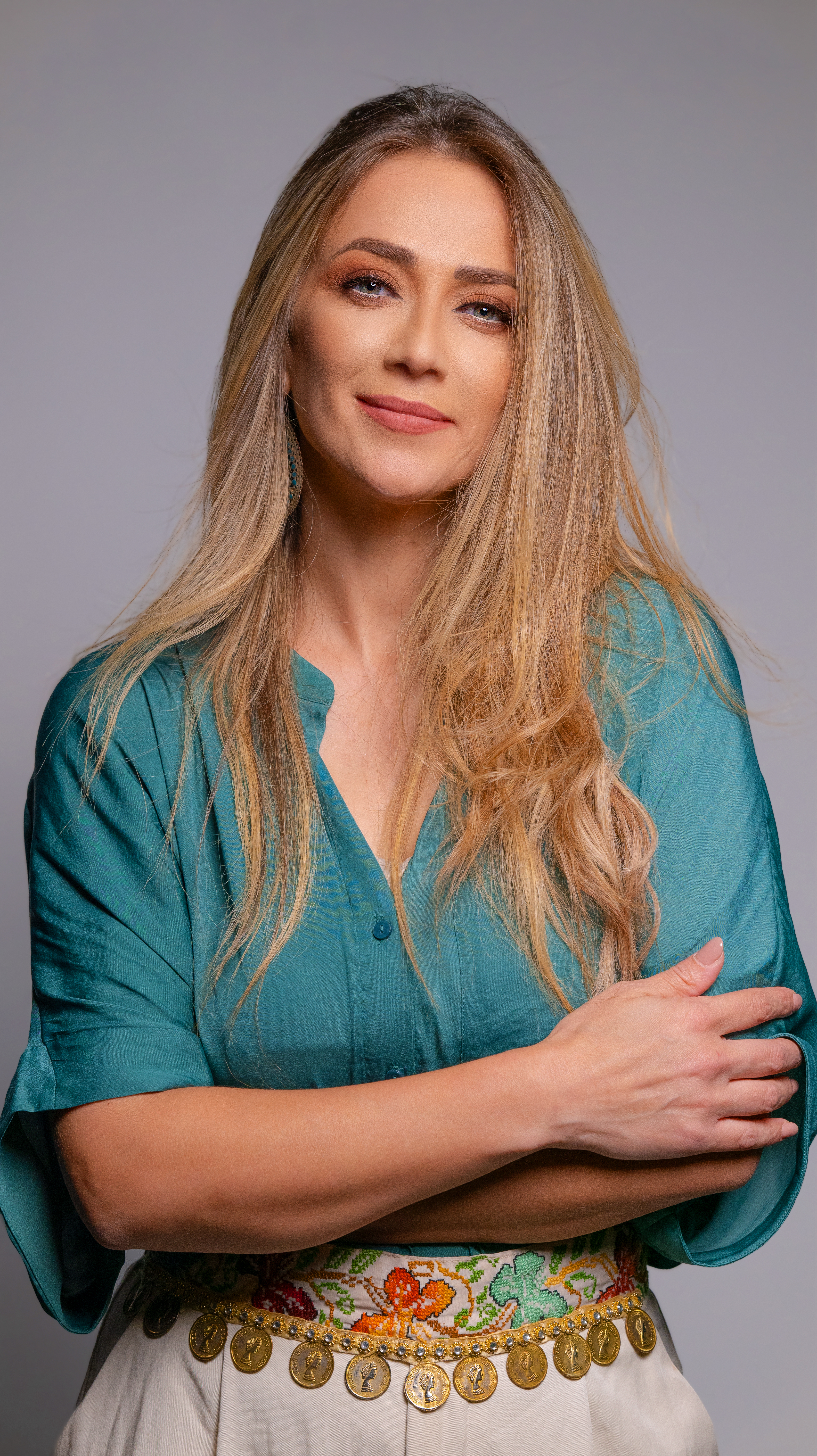

دلال قاضی محمد ابو آمنه (انگلیسی: Dalal Abu Amneh) در سال ۱۹۸۳ در شهر ناصره در شمال فلسطین به دنیا آمد. او خواننده و تهیه‌کننده فلسطینی و دکترای پژوهشی در علوم مغز و فیزیولوژی عصبی از مؤسسه کاربردی تخنیون در حیفا است. دلال خوانندگی را از چهار سالگی آغاز کرد و در مسابقه پرنسس بهار شرکت کرد او در شانزده سالگی به دلیل اجرای بی نقص ترانه‌های معتبر و قدیمی شهرت یافت.